# 科雷兹河畔马勒莫尔
科雷茲河畔马勒莫尔（法語：Malemort-sur-Corrèze，法語發音：[malmɔʁ syʁ kɔʁɛz]）是法国科雷兹省的一个旧市镇，属于布里夫拉盖亚尔德区。2016年1月1日，科雷兹河畔马勒莫尔和相邻沃纳尔萨勒合并为新市镇马勒莫尔。

## 地理
科雷兹河畔马勒莫尔（45°10'15"N, 1°33'50"E）面积16.51 平方千米，位于法国新阿基坦大区科雷兹省，该省份为法国中南部省份，北起上维埃纳省和克勒兹省，西接多爾多涅省，南至洛特省，东临多姆山省和康塔爾省。
与科雷兹河畔马勒莫尔接壤的市镇（或旧市镇、城区）包括：布里夫拉盖亚尔德。

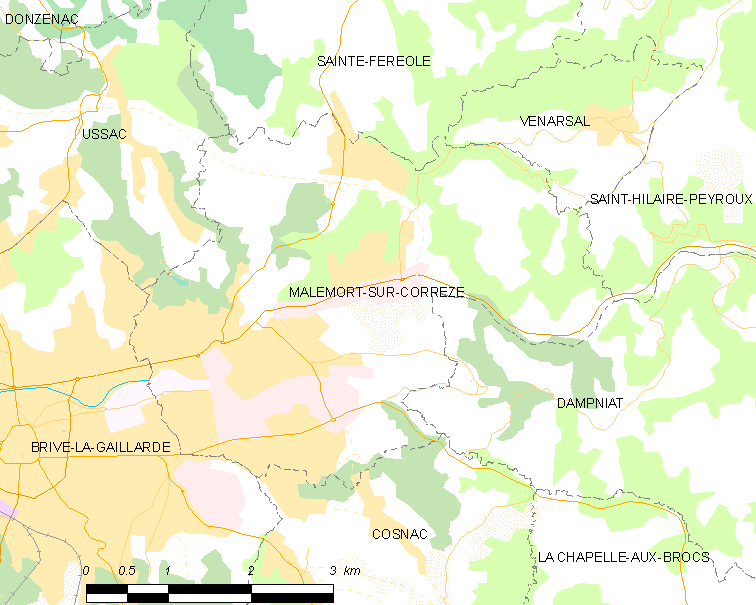
科雷兹河畔马勒莫尔的OSM定位图

科雷兹河畔马勒莫尔的时区为UTC+01:00、UTC+02:00（夏令时）。

## 行政
科雷兹河畔马勒莫尔的邮政编码为19360，INSEE市镇编码为19123。

## 政治
科雷兹河畔马勒莫尔所属的省级选区为马勒莫尔县。

## 人口

1962-2008年间科雷兹河畔马勒莫尔人口变化图示

科雷兹河畔马勒莫尔于2018年1月1日时的人口数量为7476人。